# Скотомизација
Скотомизација је по психоаналитичкој теорији један од одбрамбених механизама којим се онемогућава продор у свест било ког садржаја који је за Его неприхватљив.